# SQL요그
SQL요그(영어: SQLyog)는 웹요그사가 개발한 MySQL용 GUI 도구이다. SQL요그는 무료 버전과 유료 버전이 있다. 커뮤니티 에디션은 오픈소스 프로젝트로서 구글 코드에서 무료로 받아 사용할 수 있다. 프로페셔널, 엔터프라이즈, 얼티밋 에디션은 유료로 판매되고 있다.

## 같이 보기
- MON요그